# 米基利斯凱 (聶伯彼得羅夫斯克州)
48°11′57″N 34°41′7″E / 48.19917°N 34.68528°E
米基利斯凱（羅馬化：Mykilske）是烏克蘭中部第聶伯羅彼得羅夫斯克州第聶伯羅區索洛內市鎮的村莊。該村處於卡米舍瓦塔蘇拉河畔，距離特魯多柳比夫卡1.5公里，海拔高度92米，2001年人口308。